# As Nogais
As Nogais (nom officiel galicien) ou Los Nogales (en castillan) est une commune espagnole (municipio de la province de Lugo, située dans la communauté autonome de Galice, au nord-ouest de l'Espagne.

## Paroisses civiles
La commune de As Nogais comprend les 9 paroisses civiles et leurs 54 hameaux suivants, par ordre alphabétique.
Les saints patrons de ces paroisses sont indiqués entre parenthèses.
- A Alence (Santa Icía(gl) ou Santa Lucía(es))
  - A Alence | As Cruces | O Pando | Vilarín
- Doncos (Santiago)
  - Doncos | Espariz (gl) | As Fontes | Robledo | Sebrás | Vilarín
- Noceda (San Xoan)
  - Brañas | Castelo | A Dorna | Ferreiras | Moral | Noceda | A Pedriña | A Pía | San Clodio | San Pedro | A Serra | A Silvela
- As Nogais (San André)
  - Busgulmar | As Castiñeiras | A Ferrería (gl) | Fonfría | A Fonte do Cando | A Lagúa | A Lama da Vila | A Pintinidoira | Santo André | Vilar | Vilavexe
- As Nogais (Santa María Madanela)
  - As Nogais
- Nullán (San Cosme)
  - Barraceira | Cabanas | Chan de Vilar | O Coedo | O Cubilledo | Forcas | Nullán | Sinllán
- Quintá (San Pedro)
  - O Mazo | Quintá | Vilabol | Vilela
- Tores (San Xoán)
  - Casares | Estacas | Follobal | Riomao | Rodís | Torés | Vilaesteva
- Vilaicente (San Xoán)
  - Vilaicente